# 萨格拉多
萨格拉多（義大利語：Sagrado），是意大利戈里齐亚省的一个市镇。总面积14.14平方公里，人口2240人，人口密度158.4人/平方公里（2009年）。ISTAT代码为031017。